# Кошице IV (район)
Район Кошице IV — городской район города Кошице.

## Население
| Год:        | 1994   | 2004    | 2014    | 2024    |
| ----------- | ------ | ------- | ------- | ------- |
| Broj ljudi: | 60 781 | 56 634  | 59 729  | 55 825  |
| Разница:    |        | −6,82 % | +5,46 % | −6,53 % |

### Статистические данные (2001)
Национальный состав:
- Словаки — 90,0 %
- Венгры — 4,3 %
- Цыгане — 1,4 %
- Чехи — 1,1 %
- Русины/Украинцы — 0,9 %

Конфессиональный состав:
- Католики — 60,5 %
- Греко-католики — 7,8 %
- Лютеране — 4,1 %
- Реформаты — 3,1 %
- Православные — 1,2 %
- Свидетели Иеговы — 0,5 %